# براين جيرارد جيمس
براين جيرارد (بي.جي.) جيمس (بالإنجليزية: Road Dogg)‏ (ولد 20 مايو، 1969) هو مصارع أمريكي محترف حاليًا موقع لمنظمة دبليو دبليو إي حيث يعمل كوكيل، ومنتج، ومصارع أحيانًا، وكمعلق لسلسلة الويب آر يو سيريس؟ (بالعربية: هل أنت جاد؟). يعرف من لعبه في منظمة وورلد ريسلينغ فيدرايشن (دبليو دبليو إف) باسم «رود دوغ» جيسي جيمس أو اختصارا «رود دوغ».
كان جيمس عضوًا في فريق دي-جينرايشن إكس وعضوا مع بيلي غن الذي لعب معه في فريق اسمه نيو إيج أوت لاوس في الدبليو دبليو إف، ولعب معه في تي إن إيه بعدة أسماء لفريقهم مثل: ذا جمس جانج، فودو كن مافيا. في الدبليو دبليو إف، ربح جيمس بطولة بطولة القارات مرة واحدة، كما ربح بطولة الهاردكور مرة واحدة، وربح بطولة دبليو دبليو إف للفرق الثنائية 5 مرات مع بيلي غن. كما يعرف أيضًا من لعبه في منظمة توتال نونستوب أكشن ريسلينغ (تي إن إيه). في تي إن إيه ربح جيمس بطولة إن دبليو إيه العالمية للفرق الثنائية مرتين مع كونان ورون كلينقس. كما يعتبر جيمس بطل العالم مرة واحدة عندما كان أول بطل لبطولة دبليو دبليو إيه العالمية للوزن الثقيل عام 2002.
جيمس هو ابن المصارع المعتزل بوب آرمسترونغ وهو عضو في عائلة آمسرتونغ حيث أن إخوته مصارعون محترفون أيضًا.

## المسيرة المبكرة
خدم جيمس في قوات مشاة بحرية الولايات المتحدة من 1987 حتى 1993 وحارب في عملية عاصفة الصحراء في العام 1991.

## المسيرة في مصارعة المحترفين

### وورلد ريسلينغ فيدرايشن (1994-2000)

#### ذا روادي

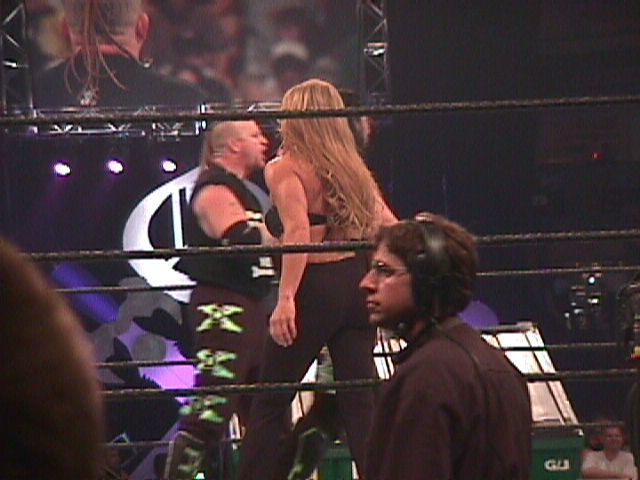
رود دوغ يتكلم أثناء حدث كنغ أوف ذا رينغ

بعد أن تصارع لحوالي سنة في منظمة سموكي مونتن ريسلينغ، بدأ جيمس في الظهور في منظمة ورلد تشامبيونشيب ريسلينغ (دبليو سي دبليو) باسم براين أرمسترونغ. بعدها بدأ مسيرته الاحترافية في منظمة وورلد ريسلينغ فيدرايشن (دبليو دبليو إف) في نهاية 1994، حيث بدأ يلعب باسم ذا راودي، وهو مصارع مساعد لجيف جاريت الملقب بـ«دبل جي» يريد أن يصبح مغنيا ريفا. كما لعب في عدة أحداث شهرية وبعض العروض التلفزيونية. غير أنه في بداياته جلس يساعد جاريت ويتدخل في مبارياته لصالحه. في بدايات عام 1995، أصدر جاريت أغنية بعنوان «ويذ ماي بيبي تونايت». حيث قال جاريت أنه هو من غناها، بينما السيناريو المكتوب قال أن ذا راودي هو من غنى الأغنية. وقبل أنتهاء العداوة بينهما، غادر كلا من جاريت وجيمس منظمة دبليو دبليو إف في 23 يوليو، 1995 وبدأ يلعب في منظمة يونايتد ستايتس ريسلينغ أسوسيايشن باسم جيسي جيمس أرمسترونغ. حيث ربح بطولة الوزن الثقيل وبطولة الفرق الثنائية قبل أن يغادر المنظمة بسبب خسارته لمباراة أمام جيف جاريت.

#### نيو إيج أوت لاوس

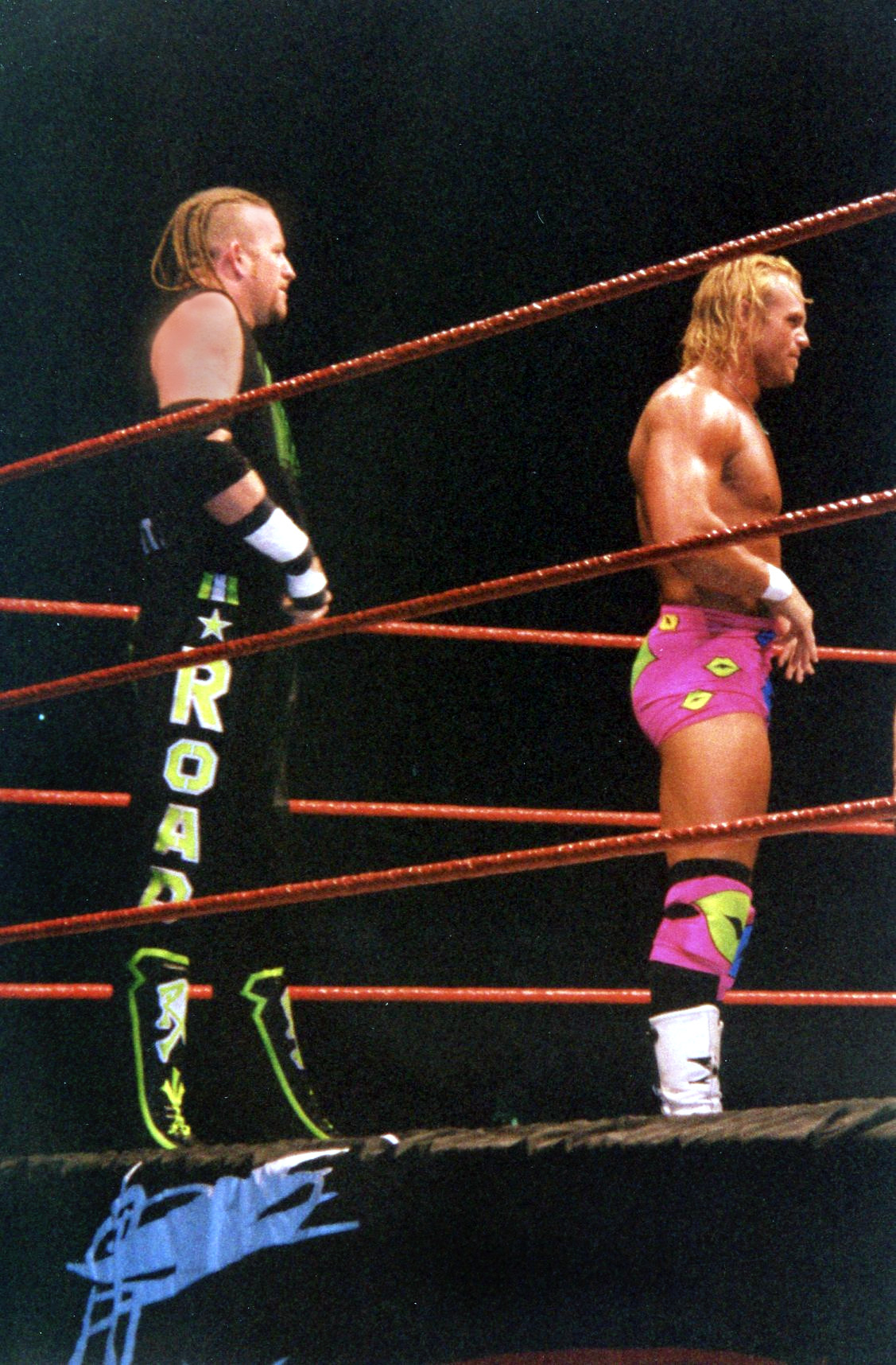
"رود دوغ" جيسي جيمس (يسار) مع مستر.آس بيلي غن عام 1999.

عاد جيمس إلى منظمة دبليو دبليو إف في عام 1996، عندما أشار أنه هو من غنى أغنية «ويذ ماي بيبي تونايت». كما لقب نفسه ب«ذا ريل دبل جي». وبدأ يلعب في المباريات الفردية قبل أن يكون فريقا ثنائيا مع بيلي غن يعرف باسم نيو إيج أوت لاوس. أدى حدوث تغيير في طريقة كتابة السيناريو في الدبليو دبليو إف إلى قيام غن بصبغ شعره باللون الأشقر واستخدام اللقب «باد آس» بيلي غن واللقب «مستر.اس» وقيام جيمس تطويل شعره وتغير اسمه إلى ذا «رود دوغ» جيسي جيمس. وبعد أن كونا فريقهم بدئا في عداوة مع فريق ذا رود وواريور وفريق تشنساو تشارلي وكاتسوس جاك. قبل أن ينضما إلى فريق دي-جينرايشن إكس بعد حدث راسلمانيا إكس أي في بليلة.
ربح الفريق دبليو دبليو إف للفرق الثنائية 5 مرات. قبل أن يصاب غن في بدايات عام 2000 ويطرد من فريق دي إكس. بعدها، كون جيمس فريقا مع إكس باك في صيف عام 2000. لكنه لم يحقق النجاح الذي حققه مع غن سواء في الشهرة أو الألقاب. وبعد انفصاله عن إكس باك، كون جيمس فريقا ثنائيا مع المصارع الجديد ك-كويك. غير أنه أوقف في شهر ديسمبر عام 2000 وفسخ عقده في 26 يناير، 2001.

### توتال نونستوب أكشن ريسلينغ (2002-2009)
بعد أن ظهر جيمس في الدائرة المستقلة، ظهر جيمس في منظمة توتال نونستوب أكشن ريسلينغ (تي إن إيه) في 18 سبتمبر، 2002. حيث لعب باسم بي.جي. جيمس لأن اسم رود دوغ هو علامة تجارية مملوكة لمنظمة دبليو دبليو إي حيث بدأ يلعب كمكروه ومؤسس لفريق فينس روسو المسمى سبورت إنترتاينمينت إكستريم (إس.إي.إكس).

#### 3 لايف كرو (2003-2005)
في يوليو، 2003، كون جيمس مع رون كلينقس وكونان مجموعة 3 لايف كرو. أصبحت المجموعة مشهورةً عندما بدأ أعضائها يغنون أغنية دخولهم قبل وصولهم إلى الحلبة. حققت المجموعة بطولة إن دبليو إيه العالمية للفرق الثنائية، كما فاز عضو الفريق رون كلينقس ببطولة الوزن الثقيل العالمية إن دبليو إيه وهو أعلى حزام في تي إن إيه.
في فبراير، 2005، انضم زميل جيمس في منظمة وورلد ريسلينغ فيدرايشن بيلي غن إلى منظمة تي إن إيه باسم «نيو إيج أوت لاو» (لاحقا تم اختصار اسمه إلى «ذا أوت لاو»). حاول أوت لاو أن ينقع جيمس بالانفصال عن مجموعة 3 لايف كرو وإعادة تكوين فريقهما القديم. وعندما بدأت عداوة أوت لاو مع مجموعة 3 لايف كرو، وجد جيمس ولائه قد انقسم إلى قسمين لا هو مع زميله أوت لاو ولا هو مع فريقه. ثم اختفى جيمس لفترة ولم يظهر مع مجموعة 3 لايف كرو ولا مع زميله ذا أوت لاو الذي غير اسمه إلى كب جيمس تقديرا لوالد بي.جي جيمس. في حدث سكرفايس، كان جيمس حكمًا لمباراة كب جيمس ومونتي بروان ضد مجموعة 3 لايف كرو. بعدها، بدأ كب جيمس بتحدي مجموعة 3 لايف مرو مرة أخرى إلى مباراة ثانية في حدث بوند فور غلوري، عندما كان ينقذ بي.جي. جميس من فريق كندا عدة مرات. وعندما خسرت المجموعة مباراتهم، جاء كب وبدا مستعدا لضرب كونان بكرسي، قبل أن يغير رأيه ويضرب فريق كندا في محاولة لجعل كونان يصوت بالموافقة على انضمامه إلى مجموعة 3 لايف كرو.
في 26 نوفمبر، في حلقة إمباكت!، أحضر بي.جي. جيمس كل من: كونان ورون كلينقس إلى الحلبة. وطلب منهما التصويت بنعم أو لا على ضم كب جيمس إلى المجموعة. وافق كلاهما بعد تردد على ضم كب إلى الفريق وحيث تغير اسم المجموعة من 3 لايف كرو إلى 4 لايف كرو. غير أن المجموعة لم تعش طويلا. إذ لا زال كونان غاضبا من إدخال كب إلى المجموعة. أدى ذلك إلى ضربه لجيمس وكب بكرسي في حدث تريينغ بوينت. بعدها، طلب كونان من كلينقس أن يكون صديقه، غير أن كلينقس قال أنه لا يريد أن يكون صديقًا لأي أحد من مجموعة كرو. وهذا ما أنهى المجموعة بشكل رسمي.

#### ذا جيمس جانج (2006)
بعد ذلك، أعاد جيمس وكب فريقهم القديم نيو إيج أوت لاوز باسم جديد هو ذا جيمس جانج. وبدأ في عداوة مع فريق كونان الجديد لاتين أميركان إكسشاينغ (إل إيه إكس) ولعب الفريقان مباراة في حدث أغينتس أول أودز.
بعدها في إمباكت!، قال «بلت» بوب أرمسترونغ والد جيمس الحقيقي أنه قد تعب من الخداع الذي يمارسه فريق إل إيه إكس بحق أبنه وزميله، وأضاف أيضا أنه سيذهب إلى مكتب لاري زبيسكو ليقنعه بضمه إلى فريق ذا جيمس جانج في حدث ديستانيشن إكس. بعدها، خاف جيمس من أبوه وقال لكب بشكل كوميدي «أمي ستقتلني!». انتهت المباراة بانتصار فريق ذا جيمس جانج وبراد ارمسترونغ على فريق إل إيه إكس. بعدها بشهر، أعلن عن مباراة مصارعة باليد ستقام بين «بلت» براد أرمسترونغ وكونان، حيث سيجلد الفريق الخاسر في هذه المباراة بالسوط عشر مرات. انتهت المباراة بانتصار براد ارمسترونغ على كونان.
بعد انتهاء عداوتهم مع فريق إل إيه إكس، بدأ فريق ذا جيمس جانج عداوة مع فريق تيم 3 دي. حيث بدأ الفريقان في مقارنة تاريخهما في منظمة دبليو دبليو إي ومنظمة إي سي دبليو. لعب الفريقان مباراة في حدث سكرفايس انتهت بانتصار فريق ذا جيمس جانج بعد استخدامهم لأنبوب معدني. تواصلت عداوة الفريقان طوال الصيف. وكان من المفترض أن يلعب الفريقان مباراة في حدث هارد جستيس لتحديد المتحدي الأول لبطولة تي إن إيه العالمية الفرق الثنائية، لكن وبسبب اندلاع حريق، تم تأجيل المباراة إلى عرض إمباكت! التالي. وفي إمباكت! خسر الفريق مباراة المتحدي الأول لصالح تيم 3 دي.
في 2 نوفمبر، 2006، في حلقة تي إن إيه إمباكت! أعلن كب وجيمس أنهما سيغادران منظمة تي إن إيه. وأثناء حديثهما انقطع صوت المايكرفون. وعند العودة من الفاصل الإعلاني، تناقش المذيعان عن يأس فريق ذا جيمس جانج من وجود مواهب جديدة في تي إن إيه. وتم الإعلان بعدها أن كبير كتاب السيناريو في تي إن إيه فينس روسو هو من كتب هذا السيناريو لكي يتم الإعلان عن عودة الفريق مرة أخرى.

#### فودو كن مافيا (2006-2008)
في 16 نوفمبر، وأثناء بث حلقة إمباكت!، أعلن فريق ذا جيمس جانج أنهما سيغيران اسم فريقهما إلى «فودو كن مافيا» (في كي إم)، حيث يشبه في اختصاره اسم مالك منظمة دبليو دبليو إي فينس كيندي مكمان وبدئا يهاجمان مكمان وعضوا فريق دي-جينرايشن إكس باستخدام اسمهما الحقيقيان، حيث غيرا اسم تريبل إتش إلى «تريبل هوليوود» واسم مايكل هينكبوتوم إلى «شون كيس ماي بوتوم». الفريق أعلن الحرب على فريق دي إكس وفينس كيندي مكمان أيضًا. في 23 نوفمبر، في حلقة إمباكت!، بدأ فريق في كي إم في البحث عن مكمان وفريق دي إكس في متجر. وفي نهاية الحلقة، وجه كب جيمس رسالة إلى مقر منظمة دبليو دبليو إي قائلاً فيها «لقد عدنا!». في ديسمبر 2006، أعلنت تي إن إيه عن طريق الموقع الرسمي أن فريق فودو كن مافيا قد قبل تحدي فريق هاردي بويز إلى مباراة في حدث ديسمبر تو ديسممبر 2006، ولكن على الرغم من ذلك لم يتلفت الدبليو دبليو إي إلى إجابة فريق في كي إم. بعدها بأسبوع، بدأ فريق في كي إم بعرض فيديوهات تهاجم فريق دي إكس وفينس مكمان. كما حددا مكافأة بـ1،000,000 دولار أمريكي لفريق دي إكس أعلنت على موقع منظمة تي إن إيه الرسمي. أعلن الفريق «الانتصار» في حدث فاينل ريسولوشن بعد أن تجاهل الدبليو دبليو إي مطالبهم. في بدايات عام 2007، أعلن جيمس أنه مستعد للعودة إلى الدبليو دبليو إي إذا قامت منظمة تي إن إيه بفسخ عقده.
في 4 أغسطس عاد جيمس إلى منظمة ميلنم ريسلينغ فيدرايشن الذي لعب له عام 2001 وذلك أثناء حدث سول سرفايفور أي في. وهناك، ربح جيمس مع بيو دوغلاس بطولة إم دبليو إف للفرق الثنائية من فريق ذا كانيدين سوبرستارز المكون من (جي-بوستا ودايف كول). وأثناء وقت أسئلة الجمهور له، تكلم جيمس عن كرهه لجيم روس وأن الدبليو دبليو إي قد دمر العائلات. في 27 أكتوبر، 2007 خسر جيمس ودوغلاس البطولة لصالح فريق ذا كانيدين سوبرستارز. وبعد عدة سنوات من الخصام، تصالح جيمس مع المروج دين ميراد ووافق على العودة في المستقبل.
في حدث ترينغ بوينت، ربح جيمس حقيبة عقد لمباراة على لقب بطولة تي إن إيه العالمية للفرق الثنائية. وبدل أن يختار زميله كب جيمس، فضل أن يختار أبوه المصارع «بلت» بوب أرمسترونغ. على أية حال خسر فريقهما المباراة في حدث أغينتس أول أودز أمام إيه جي ستايلز وتومكو. بعدها، في 21 فبراير، في حلقة إمباكت!، أصبح جيمس وكب محبوبين. غير أن كب جيمس أنقلب على جيمس وأبوه «بلت» بوب أرمسترونغ عندما ضربه بعكاز وعمل حركة دي إكس كروتش. في حدث لوكداون، فاز جيمس على كب في مباراة قفص سداسي.

#### مظاهر متقطعة والمغادرة
في حدث فاينال ريسولوشن، عاد جيمس إلى تي إن إيه عندما لعب في مباراة «فيست أور فايرد» التي ربحها كل من «هوميسياد» و«هرينانديز» و«كري مان» و«جاي ليثل». ظهر جيمس بعدها باسبوعين في إمباكت!، عندما كان يحاول إقناع جيف جاريت إلا يصارع كورت أنجل. بعدها بأسبوع، قام أنجل بضرب جيمس أثناء تصارعه مع جاريت. في 8 يناير، 2009، واجه جيمس كورت أنجل في مباراة خسرها عندما نفذ أنجل حركة أنكل لوك عليه.
في 15 سبتمبر، 2009، قام منظمة تي إن إيه بفسخ عقد جيمس.

### المنظمات المستقلة (2009-2011)
بعد أن غادر التي إن إيه، بدأ جيمس يلعب في الدائرة المستقلة، وعاد إلى منظمة جيرسي أول برو ريسلينغ (جي إيه بي دبليو) في حدث هالوين هيل الذي أقيم في 17 أكتوبر، حيث لعب في مباراة 20 مان باتل رويل لتحديد المتحدي الأول لبطولة جيرسي للوزن الثقيل.<غير أنه لم يكن موفقا. لاحقا وفي النفس الليلة، لعب جيمس مع نيكرو بوتشر ليحافظوا على لقب بطولة جيرسي للفرق الثنائية ضد فريق غاردين ستايت غدز المكون من (كروفيس فير ومايك كويست).
في 7 نوفمبر، عاد جيمس إلى استخدام اسم رود دوغ بعد عشر سنوات. ولعب مباراته الأولى بهذا الاسم مع ميني غن ضد فريق لاست كنغست أوف سكوتلاند المكون من (جوش ستارك وكايل كاسيدي) في مباراة أقيمت في منظمة إكستريم ريسلينغ فيدرايشن.

### العودة إلى دبليو دبليو إي (2011- حتى الآن)
في 10 أكتوبر 2011، أعلن جيمس عبر حسابه في فيسبوك حساب أنه وقع مع دبليو دبليو إي بصفته وكيلا ومنتج. وبعد غياب ل10 سنوات طويلة، عاد جيمس إلى تلفزيون دبليو دبليو إي في حلقة راو التي جرت في 12 ديسمبر من باسم رود دوغ من أجل تقديم جائزة سلامي أووارد «بايب بومب» ل سي إم بنك. في 29 يناير 2012، شارك رود دوغ في رويل رامبل 2012 حيث كان رقمه 23. استمر دوغ قرابة خمس دقائق قبل أن يتم إزالته من المباراة من قبل وايد باريت. بعد ذلك، بدأ جيمس بتقديم برنامج سلسلة الويب آر يو سيريس؟ (بالعربية: هل أنت جاد؟) جنبا إلى جنب مع جوش ماثيوز  ظهر جيمس في الحلقة رقم 1000 من دبليو دبليو إي راو باسم رود دوغ عندما ظهر بصفته عضوًا في فريق نيو إيج أوت لاوس مع بيلي غن حيث ظهر معهما إكس باك وانضما إلى بقية أعضاء فريق دي-جينرايشن إكس شون مايكلز وتريبل إتش.
في حلقة راو التي جرت في 17 ديسمبر، إعاد دوغ وغن فريق نيو إيج أوت لاوس لليلة واحدة فقط حين قدما جائزة سلامي لعودة السنة لجيري لولر.

## الحياة الشخصية
جيمس متزوج ولديهم 3 أطفال. أمبر (ولدت 1997) وهانا (ولدت 2003) وابن بالتبني اسمه داستن (1991).

## في المصارعة
- الحركة القاضية
  - بامب هاندل سلام[1][3]
- حركات معروف بها
  - دي دي تي[32][33]
  - ليبفروغ بدي جولوتن[33]
  - بايلدرايفر [32]
  - رننغ ني دروب[32][33]، مع التصفيق
  - شايك، راتل، أند رول (يكلم الخصم بيده اليسرى أربع أو ثلاث مرات ويتبها بكلمة أخيرة من يده اليمنى، مع التصفيق)[3]
- مع بيلي غن
  - سبايك بايلدرايفر[34]
  - دبل هوت شوت[34] – 1997 – 1998
- مدراء
  - بوب أرمسترونغ
  - شاينا[34]
  - كونان
  - روكسي ليفاكس[34]
  - توري
  - هيرفي ويبلمان[35][36]
- الألقاب
  - «ذا ريل دبل جي»[3]
  - «بي-جيزل»[32]
  - «ترايلر بارك غانغستا»[32]

## بطولات وجوائز
- كاتش ريسلينغ أسوسيايشن
  - بطولة سي دبليو إيه العالمية للفرق الثنائية (مرة) – مع كانونبول جريزلي[37]
- ميرلاند تشامبيونشيب ريسلينغ
  - بطولة إم سي دبليو للفرق الثنائية (مرة) – مع بيلي غن[38]
- ملينوم ريسلينغ فيدرايشن
  - بطولة إم دبليو إف للفرق الثنائية (مرة) – مع بيو دوغلاس[39]
- إن دبليو إيه ويسكونسين / أول ستار تشامبيونشيب ريسلينغ
  - بطولة إن دبليو إيه ويسكونسين/إيه سي دبليو للفرق الثنائية (مرة واحدة) – with Dysfunction[40]
- إن دبليو إيه ريسل بيرمنغهام
  - بطولة إن دبليو إيه ألاباما للوزن الثقيل (مرتين)[41]
- توتال نونستوب أكشن ريسلينغ
  - بطولة إن دبليو إيه العالمية للفرق الثنائية1 – مع رون كلينقيس وكونان)[42]
- تي دبليو إيه باورهاوس
  - بطولة تي دبليو إيه للفرق الثنائية (مرة واحدة) – مع بيلي غن[43]
- يونايتد ستايتس ريسلينغ أسوسيايشن
  - بطولة يو إس دبليو إيه للوزن الثقيل[44]
  - بطولة يو إس دبليو إيه تلفزيون[45]
  - بطولة يو إس دبليو إيه العالمية للفرق الثنائية (مرتين) – مع تريسي سموثير[46]
- وورلد ريسلينغ أول ستارز
  - بطولة دبليو دبليو إيه العالمية للوزن الثقيل[47][48][49]
- وورلد ريسلينغ فيدرايشن
  - بطولة دبليو دبليو إف هاردكور (مرة واحدة)[50]
  - بطولة دبليو دبليو إف القارات (مرة واحدة)[51]
  - بطولة دبليو دبليو إف للفرق الثنائية 5 مرات – مع بيلي غن[52][53][54][55][56]
- برو ريسلينغ إيلوستريتد
  - بي دبليو أي أفضل فريق ثنائي (1998)[57] مع بيلي غن
  - بي دبليو أي وضعته في المركز السادس والأربعون في قائمة أفضل 500 مصارع في جوائز بي دبليو اي 500 عام 1999[57][58]
  - بي دبليو أي وضعته في المركز الثالث والأربعون في قائمة أفضل 100 فريق ثنائي لجوائز بي دبليو اي يرز مع بيلي غن[59]
- ريسلينغ أوبسيرفير نيوز لتيرز أورارد
  - أسوء شخصية بشخصية ذا ريل دبل جاي
- ألقاب أخرى
  - بطولة سي دبليو إف للوزن الثقيل[3][58]

1 حمل جيمس اللقب مع كونان وكلينقس بناء على قاعدة فريبيردز رولز وذلك أثناء العهد الأول لهم

## هوامش
- Bill Apter (أكتوبر 2001). "Down a Dark Road: Interview from Wrestling Digest". Wrestling Digest. مؤرشف من الأصل في 2008-09-17. اطلع عليه بتاريخ 2007-05-14.
- Adam Martin (12 مارس 2005). "B.G. James Interview". WrestleView. مؤرشف من الأصل في 2020-09-24. اطلع عليه بتاريخ 2007-05-14.

## وصلات خارجية
- براين جيرارد جيمس على موقع دبليو دبليو إي (الإنجليزية)
- براين جيرارد جيمس على موقع CageMatch worker (الإنجليزية)
- براين جيرارد جيمس على موقع قاعدة بيانات المصارعة على الإنترنت (الإنجليزية)
- براين جيرارد جيمس على موقع عالم المصارعة على الإنترنت (الإنجليزية)
- براين جيرارد جيمس على موقع عالم المصارعة على الإنترنت (الإنجليزية)

- بي.جي. جيمس في موقع أون لاين وورلد أوف ريسلينغ
- براين جيرارد جيمس على موقع IMDb (الإنجليزية)
- براين جيرارد جيمس على موقع قاعدة بيانات الفيلم (الإنجليزية)
- رود دوغ في دبليو دبليو إي دوت كوم